# Ahistoricisme
L'ahistoricisme es refereix a la manca de preocupació per la història, el desenvolupament històric o la tradició.
Els càrrecs d'ahistoricisme són sovint crítics, cosa que implica que el subjecte és històricament imprecís o ignorant (per exemple, una actitud ahistòrica). També pot descriure el fracàs d'una persona per emmarcar un argument o qüestió en un context històric o ignorar el fet o la implicació històrica. Un exemple d'això serien les pel·lícules que incloguessin dinosaures i éssers humans prehistòrics que vivien un al costat de l'altre, quan en realitat estaven separats per milions d'anys.
El terme també pot descriure una visió en què la història no té rellevància ni importància en la presa de decisions de la vida moderna.
En filosofia, han sorgit algunes crítiques perquè "l'escola de filosofia dominant al món de parla anglesa, la filosofia analítica… ha estat tremendament ahistòrica i, de fet, antihistòrica". No obstant això, hi ha pocs que consideren que això és un problema.
Una definició més abstracta de l'ahistoricisme és simplement independència del temps: eliminada de la història. Un exemple és la idea que alguns conceptes no es regeixen pel que s'aprèn o el que ha passat, sinó que provenen d'un poder ahistòric independent de què s'ha passat abans.